# Klin, Námestovo
Klin este o comună slovacă, aflată în districtul Námestovo din regiunea Žilina. Localitatea se află la altitudinea de 640 m deasupra n.m., se întinde pe o suprafață de 12,74 km2 și în 2017 număra 2.428 de locuitori. Se învecinează cu comuna Námestovo.

## Istoric
Localitatea Klin este atestată documentar din 1567.

## Demografie
| An:                | 1994 | 2004    | 2014    | 2024   |
| ------------------ | ---- | ------- | ------- | ------ |
| Număr de persoane: | 1821 | 2036    | 2342    | 2549   |
| Diferență:         |      | +11,80% | +15,02% | +8,83% |

| An:                | 2023 | 2024   |
| ------------------ | ---- | ------ |
| Număr de persoane: | 2555 | 2549   |
| Diferență:         |      | −0,23% |